# Tour des Alpes 2019
La 43e édition de Tour des Alpes a lieu du 22 au 26 avril 2019. Il s'agit de la 4e manche de la Coupe d'Italie de cyclisme sur route 2019 et fait partie du calendrier UCI Europe Tour 2019 en catégorie 2.HC. Pavel Sivakov de l'équipe Sky remporte cette édition.

## Présentation
Le Tour des Alpes connaît en 2019 sa 43e édition, la troisième sous ce nom. Créé en 1962 sous le nom de Tour du Trentin, il est organisé par le Gruppo Sportivo Alto Garda.

### Équipes
Classé en catégorie 2.HC de l'UCI Europe Tour, le Tour des Alpes est par conséquent ouvert aux WorldTeams dans la limite de 70 % des équipes participantes, aux équipes continentales professionnelles, aux équipes continentales italiennes, aux équipes continentales étrangères dans la limite de deux, et à une équipe nationale italienne.
| WorldTeams (5)- AG2R La Mondiale - Astana - Bahrain-Merida - Bora-hansgrohe - Sky Équipes continentales professionnelles (9)- Androni Giocattoli-Sidermec - Bardiani CSF - Caja Rural-Seguros RGA - Euskadi Basque Country-Murias - Nippo Vini Fantini Faizanè - Gazprom-RusVelo - Manzana Postobón - Neri Sottoli-Selle Italia-KTM - Arkéa-Samsic Équipes continentales (5)- Tirol KTM Cycling Team - Team Vorarlberg-Santic - Team Colpack - Giotti Victoria-Palomar - Felbermayr Simplon Wels Équipe nationale- Italie |
| |

## Étapes
Ce Tour des Alpes comporte cinq étapes et traverse les régions Trentin-Tyrol-du-Sud entre Autriche et Italie.
| Étape     | Date    | Villes étapes                                   | type                      | Distance (km) | Vainqueur d'étape  | Leader du classement général |
| --------- | ------- | ----------------------------------------------- | ------------------------- | ------------- | ------------------ | ---------------------------- |
| 1re étape | 22 avr. | Kufstein – Kufstein                             | étape vallonnée           | 144           | Tao Geoghegan Hart | Tao Geoghegan Hart           |
| 2e étape  | 23 avr. | Reith im Alpbachtal – Scena                     | étape de moyenne montagne | 178,7         | Pavel Sivakov      | Pavel Sivakov                |
| 3e étape  | 24 avr. | Salorno sulla Strada del Vino – Baselga di Piné | étape vallonnée           | 106,3         | Fausto Masnada     | Pavel Sivakov                |
| 4e étape  | 25 avr. | Baselga di Piné – Cles                          | étape de montagne         | 134           | Tao Geoghegan Hart | Pavel Sivakov                |
| 5e étape  | 26 avr. | Caldaro sulla Strada del Vino – Bolzano         | étape de montagne         | 148,7         | Fausto Masnada     | Pavel Sivakov                |

## Déroulement de la course

### 1reétape
La 1re étape se déroule le 22 avril 2019, la distance totale parcourue par les coureurs est de 144 kilomètres. Cette première épreuve est courue dans les alpes Autrichiennes, l'épreuve commence et se finit dans la ville de Kufstein.
| \| Classement de l'étape \| Classement de l'étape \| Classement de l'étape \| Classement de l'étape \| Classement de l'étape \| \| Coureur \| Coureur \| Pays \| Équipe \| Temps \| \| --------------------- \| --------------------- \| --------------------- \| ----------------------------- \| --------------------- \| \| 1er \| Tao Geoghegan Hart \| Royaume-Uni \| Team Sky \| 3 h 30 min 48 s \| \| 2e \| Alex Aranburu \| Espagne \| Caja Rural-Seguros RGA \| + 0 s \| \| 3e \| Roland Thalmann \| Suisse \| Team Vorarlberg-Santic \| + 0 s \| \| 4e \| Pello Bilbao \| Espagne \| Astana \| + 0 s \| \| 5e \| Nikita Stalnow \| Kazakhstan \| Astana \| + 0 s \| \| 6e \| Christopher Froome \| Royaume-Uni \| Team Sky \| + 0 s \| \| 7e \| Aleksandr Vlasov \| Russie \| Gazprom-RusVelo \| + 0 s \| \| 8e \| Rafał Majka \| Pologne \| Bora-Hansgrohe \| + 0 s \| \| 9e \| Giovanni Carboni \| Italie \| Bardiani CSF \| + 0 s \| \| 10e \| Dayer Quintana \| Colombie \| Neri Sottoli-Selle Italia-KTM \| + 0 s \| |                    |             |                               |                 |
| |                    |             |                               |                 |
| Source : ProCyclingStats |                    |             |                               |                 |
| Classement de l'étape |                    |             |                               |                 |
| Coureur | Coureur            | Pays        | Équipe                        | Temps           |
| 1er | Tao Geoghegan Hart | Royaume-Uni | Team Sky                      | 3 h 30 min 48 s |
| 2e | Alex Aranburu      | Espagne     | Caja Rural-Seguros RGA        | + 0 s           |
| 3e | Roland Thalmann    | Suisse      | Team Vorarlberg-Santic        | + 0 s           |
| 4e | Pello Bilbao       | Espagne     | Astana                        | + 0 s           |
| 5e | Nikita Stalnow     | Kazakhstan  | Astana                        | + 0 s           |
| 6e | Christopher Froome | Royaume-Uni | Team Sky                      | + 0 s           |
| 7e | Aleksandr Vlasov   | Russie      | Gazprom-RusVelo               | + 0 s           |
| 8e | Rafał Majka        | Pologne     | Bora-Hansgrohe                | + 0 s           |
| 9e | Giovanni Carboni   | Italie      | Bardiani CSF                  | + 0 s           |
| 10e | Dayer Quintana     | Colombie    | Neri Sottoli-Selle Italia-KTM | + 0 s           |

| \| Classement général \| Classement général \| Classement général \| Classement général \| Classement général \| \| Coureur \| Coureur \| Pays \| Équipe \| Temps \| \| ------------------ \| ------------------ \| ------------------ \| ----------------------------- \| ------------------ \| \| 1er \| Tao Geoghegan Hart \| Royaume-Uni \| Team Sky \| 3 h 30 min 38 s \| \| 2e \| Alex Aranburu \| Espagne \| Caja Rural-Seguros RGA \| + 4 s \| \| 3e \| Roland Thalmann \| Suisse \| Team Vorarlberg-Santic \| + 6 s \| \| 4e \| Pello Bilbao \| Espagne \| Astana \| + 10 s \| \| 5e \| Nikita Stalnow \| Kazakhstan \| Astana \| + 10 s \| \| 6e \| Christopher Froome \| Royaume-Uni \| Team Sky \| + 10 s \| \| 7e \| Aleksandr Vlasov \| Russie \| Gazprom-RusVelo \| + 10 s \| \| 8e \| Rafał Majka \| Pologne \| Bora-Hansgrohe \| + 10 s \| \| 9e \| Giovanni Carboni \| Italie \| Bardiani CSF \| + 10 s \| \| 10e \| Dayer Quintana \| Colombie \| Neri Sottoli-Selle Italia-KTM \| + 10 s \| |                    |             |                               |                 |
| |                    |             |                               |                 |
| Source : ProCyclingStats |                    |             |                               |                 |
| Classement général |                    |             |                               |                 |
| Coureur | Coureur            | Pays        | Équipe                        | Temps           |
| 1er | Tao Geoghegan Hart | Royaume-Uni | Team Sky                      | 3 h 30 min 38 s |
| 2e | Alex Aranburu      | Espagne     | Caja Rural-Seguros RGA        | + 4 s           |
| 3e | Roland Thalmann    | Suisse      | Team Vorarlberg-Santic        | + 6 s           |
| 4e | Pello Bilbao       | Espagne     | Astana                        | + 10 s          |
| 5e | Nikita Stalnow     | Kazakhstan  | Astana                        | + 10 s          |
| 6e | Christopher Froome | Royaume-Uni | Team Sky                      | + 10 s          |
| 7e | Aleksandr Vlasov   | Russie      | Gazprom-RusVelo               | + 10 s          |
| 8e | Rafał Majka        | Pologne     | Bora-Hansgrohe                | + 10 s          |
| 9e | Giovanni Carboni   | Italie      | Bardiani CSF                  | + 10 s          |
| 10e | Dayer Quintana     | Colombie    | Neri Sottoli-Selle Italia-KTM | + 10 s          |

### 2eétape
Une échappée comportant G. Visconti, E. Zardini et S. Samitier obtiennent plusieurs minutes d'avance au pied du Monte Giovo. Dans l'ascension Zardini attaque, Samitier parvient à le rejoindre après quelques kilomètres et le dépasse en arrivant au col, il se fait rejoindre par un groupe en bas de la descente avant d'arriver à Merano pour l'ascension finale. Ce groupe est composé de P. Sivakov, J. Hirt, M. Cattaneo et F. Masnada. R. Thalmann et A. Vlasov vont s'extraire du groupe de poursuivants composé de R. Majka et V. Nibali et de leur coéquipier. Ce groupe ne réussit pas à rattraper son retard. Sivakov et Hirt luttent ensemble pour la victoire, mais le franco-russe de l'équipe Sky réussit à lâcher le tchèque dans les derniers hectomètres. Ce qui constitue sa première victoire dans le circuit professionnel, et il endosse le maillot pourpre de leader du classement général.
| \| Classement de l'étape \| Classement de l'étape \| Classement de l'étape \| Classement de l'étape \| Classement de l'étape \| \| Coureur \| Coureur \| Pays \| Équipe \| Temps \| \| --------------------- \| --------------------- \| --------------------- \| --------------------------- \| --------------------- \| \| 1er \| Pavel Sivakov \| Russie \| Team Sky \| 4 h 58 min 17 s \| \| 2e \| Jan Hirt \| Tchéquie \| Astana \| + 4 s \| \| 3e \| Mattia Cattaneo \| Italie \| Androni Giocattoli-Sidermec \| + 17 s \| \| 4e \| Fausto Masnada \| Italie \| Androni Giocattoli-Sidermec \| + 22 s \| \| 5e \| Hermann Pernsteiner \| Autriche \| Bahrain-Merida \| + 29 s \| \| 6e \| Rafał Majka \| Pologne \| Bora-Hansgrohe \| + 29 s \| \| 7e \| Vincenzo Nibali \| Italie \| Bahrain-Merida \| + 29 s \| \| 8e \| Tao Geoghegan Hart \| Royaume-Uni \| Team Sky \| + 43 s \| \| 9e \| Pello Bilbao \| Espagne \| Astana \| + 43 s \| \| 10e \| Nikita Stalnow \| Kazakhstan \| Astana \| + 52 s \| |                     |             |                             |                 |
| |                     |             |                             |                 |
| Source : ProCyclingStats |                     |             |                             |                 |
| Classement de l'étape |                     |             |                             |                 |
| Coureur | Coureur             | Pays        | Équipe                      | Temps           |
| 1er | Pavel Sivakov       | Russie      | Team Sky                    | 4 h 58 min 17 s |
| 2e | Jan Hirt            | Tchéquie    | Astana                      | + 4 s           |
| 3e | Mattia Cattaneo     | Italie      | Androni Giocattoli-Sidermec | + 17 s          |
| 4e | Fausto Masnada      | Italie      | Androni Giocattoli-Sidermec | + 22 s          |
| 5e | Hermann Pernsteiner | Autriche    | Bahrain-Merida              | + 29 s          |
| 6e | Rafał Majka         | Pologne     | Bora-Hansgrohe              | + 29 s          |
| 7e | Vincenzo Nibali     | Italie      | Bahrain-Merida              | + 29 s          |
| 8e | Tao Geoghegan Hart  | Royaume-Uni | Team Sky                    | + 43 s          |
| 9e | Pello Bilbao        | Espagne     | Astana                      | + 43 s          |
| 10e | Nikita Stalnow      | Kazakhstan  | Astana                      | + 52 s          |

| \| Classement général \| Classement général \| Classement général \| Classement général \| Classement général \| \| Coureur \| Coureur \| Pays \| Équipe \| Temps \| \| ------------------ \| ------------------- \| ------------------ \| --------------------------- \| ------------------ \| \| 1er \| Pavel Sivakov \| Russie \| Team Sky \| 8 h 28 min 55 s \| \| 2e \| Jan Hirt \| Tchéquie \| Astana \| + 8 s \| \| 3e \| Mattia Cattaneo \| Italie \| Androni Giocattoli-Sidermec \| + 23 s \| \| 4e \| Rafał Majka \| Pologne \| Bora-Hansgrohe \| + 39 s \| \| 5e \| Hermann Pernsteiner \| Autriche \| Bahrain-Merida \| + 39 s \| \| 6e \| Vincenzo Nibali \| Italie \| Bahrain-Merida \| + 39 s \| \| 7e \| Tao Geoghegan Hart \| Royaume-Uni \| Team Sky \| + 43 s \| \| 8e \| Pello Bilbao \| Espagne \| Astana \| + 53 s \| \| 9e \| Nikita Stalnow \| Kazakhstan \| Astana \| + 1 min 02 s \| \| 10e \| Roland Thalmann \| Suisse \| Team Vorarlberg-Santic \| + 1 min 08 s \| |                     |             |                             |                 |
| |                     |             |                             |                 |
| Source : ProCyclingStats |                     |             |                             |                 |
| Classement général |                     |             |                             |                 |
| Coureur | Coureur             | Pays        | Équipe                      | Temps           |
| 1er | Pavel Sivakov       | Russie      | Team Sky                    | 8 h 28 min 55 s |
| 2e | Jan Hirt            | Tchéquie    | Astana                      | + 8 s           |
| 3e | Mattia Cattaneo     | Italie      | Androni Giocattoli-Sidermec | + 23 s          |
| 4e | Rafał Majka         | Pologne     | Bora-Hansgrohe              | + 39 s          |
| 5e | Hermann Pernsteiner | Autriche    | Bahrain-Merida              | + 39 s          |
| 6e | Vincenzo Nibali     | Italie      | Bahrain-Merida              | + 39 s          |
| 7e | Tao Geoghegan Hart  | Royaume-Uni | Team Sky                    | + 43 s          |
| 8e | Pello Bilbao        | Espagne     | Astana                      | + 53 s          |
| 9e | Nikita Stalnow      | Kazakhstan  | Astana                      | + 1 min 02 s    |
| 10e | Roland Thalmann     | Suisse      | Team Vorarlberg-Santic      | + 1 min 08 s    |

### 3eétape
| \| Classement de l'étape \| Classement de l'étape \| Classement de l'étape \| Classement de l'étape \| Classement de l'étape \| \| Coureur \| Coureur \| Pays \| Équipe \| Temps \| \| --------------------- \| --------------------- \| --------------------- \| --------------------------- \| --------------------- \| \| 1er \| Fausto Masnada \| Italie \| Androni Giocattoli-Sidermec \| 2 h 58 min 08 s \| \| 2e \| Tao Geoghegan Hart \| Royaume-Uni \| Team Sky \| + 5 s \| \| 3e \| Rafał Majka \| Pologne \| Bora-Hansgrohe \| + 5 s \| \| 4e \| Vincenzo Nibali \| Italie \| Bahrain-Merida \| + 5 s \| \| 5e \| Dario Cataldo \| Italie \| Astana \| + 5 s \| \| 6e \| Aleksandr Vlasov \| Russie \| Gazprom-RusVelo \| + 5 s \| \| 7e \| Pavel Sivakov \| Russie \| Team Sky \| + 5 s \| \| 8e \| Jan Hirt \| Tchéquie \| Astana \| + 5 s \| \| 9e \| Roland Thalmann \| Suisse \| Team Vorarlberg-Santic \| + 5 s \| \| 10e \| Mattia Cattaneo \| Italie \| Androni Giocattoli-Sidermec \| + 5 s \| |                    |             |                             |                 |
| |                    |             |                             |                 |
| Source : ProCyclingStats |                    |             |                             |                 |
| Classement de l'étape |                    |             |                             |                 |
| Coureur | Coureur            | Pays        | Équipe                      | Temps           |
| 1er | Fausto Masnada     | Italie      | Androni Giocattoli-Sidermec | 2 h 58 min 08 s |
| 2e | Tao Geoghegan Hart | Royaume-Uni | Team Sky                    | + 5 s           |
| 3e | Rafał Majka        | Pologne     | Bora-Hansgrohe              | + 5 s           |
| 4e | Vincenzo Nibali    | Italie      | Bahrain-Merida              | + 5 s           |
| 5e | Dario Cataldo      | Italie      | Astana                      | + 5 s           |
| 6e | Aleksandr Vlasov   | Russie      | Gazprom-RusVelo             | + 5 s           |
| 7e | Pavel Sivakov      | Russie      | Team Sky                    | + 5 s           |
| 8e | Jan Hirt           | Tchéquie    | Astana                      | + 5 s           |
| 9e | Roland Thalmann    | Suisse      | Team Vorarlberg-Santic      | + 5 s           |
| 10e | Mattia Cattaneo    | Italie      | Androni Giocattoli-Sidermec | + 5 s           |

| \| Classement général \| Classement général \| Classement général \| Classement général \| Classement général \| \| Coureur \| Coureur \| Pays \| Équipe \| Temps \| \| ------------------ \| ------------------- \| ------------------ \| --------------------------- \| ------------------ \| \| 1er \| Pavel Sivakov \| Russie \| Team Sky \| 11 h 27 min 08 s \| \| 2e \| Jan Hirt \| Tchéquie \| Astana \| + 8 s \| \| 3e \| Mattia Cattaneo \| Italie \| Androni Giocattoli-Sidermec \| + 23 s \| \| 4e \| Rafał Majka \| Pologne \| Bora-Hansgrohe \| + 35 s \| \| 5e \| Tao Geoghegan Hart \| Royaume-Uni \| Team Sky \| + 37 s \| \| 6e \| Vincenzo Nibali \| Italie \| Bahrain-Merida \| + 39 s \| \| 7e \| Hermann Pernsteiner \| Autriche \| Bahrain-Merida \| + 1 min 01 s \| \| 8e \| Roland Thalmann \| Suisse \| Team Vorarlberg-Santic \| + 1 min 08 s \| \| 9e \| Aleksandr Vlasov \| Russie \| Gazprom-RusVelo \| + 1 min 24 s \| \| 10e \| Fausto Masnada \| Italie \| Androni Giocattoli-Sidermec \| + 1 min 35 s \| |                     |             |                             |                  |
| |                     |             |                             |                  |
| Source : ProCyclingStats |                     |             |                             |                  |
| Classement général |                     |             |                             |                  |
| Coureur | Coureur             | Pays        | Équipe                      | Temps            |
| 1er | Pavel Sivakov       | Russie      | Team Sky                    | 11 h 27 min 08 s |
| 2e | Jan Hirt            | Tchéquie    | Astana                      | + 8 s            |
| 3e | Mattia Cattaneo     | Italie      | Androni Giocattoli-Sidermec | + 23 s           |
| 4e | Rafał Majka         | Pologne     | Bora-Hansgrohe              | + 35 s           |
| 5e | Tao Geoghegan Hart  | Royaume-Uni | Team Sky                    | + 37 s           |
| 6e | Vincenzo Nibali     | Italie      | Bahrain-Merida              | + 39 s           |
| 7e | Hermann Pernsteiner | Autriche    | Bahrain-Merida              | + 1 min 01 s     |
| 8e | Roland Thalmann     | Suisse      | Team Vorarlberg-Santic      | + 1 min 08 s     |
| 9e | Aleksandr Vlasov    | Russie      | Gazprom-RusVelo             | + 1 min 24 s     |
| 10e | Fausto Masnada      | Italie      | Androni Giocattoli-Sidermec | + 1 min 35 s     |

### 4eétape
| \| Classement de l'étape \| Classement de l'étape \| Classement de l'étape \| Classement de l'étape \| Classement de l'étape \| \| Coureur \| Coureur \| Pays \| Équipe \| Temps \| \| --------------------- \| --------------------- \| --------------------- \| ----------------------------- \| --------------------- \| \| 1er \| Tao Geoghegan Hart \| Royaume-Uni \| Team Sky \| 3 h 26 min 32 s \| \| 2e \| Vincenzo Nibali \| Italie \| Bahrain-Merida \| + 0 s \| \| 3e \| Rafał Majka \| Pologne \| Bora-Hansgrohe \| + 0 s \| \| 4e \| Pavel Sivakov \| Russie \| Team Sky \| + 0 s \| \| 5e \| Christopher Froome \| Royaume-Uni \| Team Sky \| + 40 s \| \| 6e \| Mattia Cattaneo \| Italie \| Androni Giocattoli-Sidermec \| + 40 s \| \| 7e \| Aleksandr Vlasov \| Russie \| Gazprom-RusVelo \| + 40 s \| \| 8e \| Hubert Dupont \| France \| AG2R La Mondiale \| + 40 s \| \| 9e \| Mikel Bizkarra \| Espagne \| Euskadi Basque Country-Murias \| + 40 s \| \| 10e \| Jan Hirt \| Tchéquie \| Astana \| + 40 s \| |                    |             |                               |                 |
| |                    |             |                               |                 |
| Source : ProCyclingStats |                    |             |                               |                 |
| Classement de l'étape |                    |             |                               |                 |
| Coureur | Coureur            | Pays        | Équipe                        | Temps           |
| 1er | Tao Geoghegan Hart | Royaume-Uni | Team Sky                      | 3 h 26 min 32 s |
| 2e | Vincenzo Nibali    | Italie      | Bahrain-Merida                | + 0 s           |
| 3e | Rafał Majka        | Pologne     | Bora-Hansgrohe                | + 0 s           |
| 4e | Pavel Sivakov      | Russie      | Team Sky                      | + 0 s           |
| 5e | Christopher Froome | Royaume-Uni | Team Sky                      | + 40 s          |
| 6e | Mattia Cattaneo    | Italie      | Androni Giocattoli-Sidermec   | + 40 s          |
| 7e | Aleksandr Vlasov   | Russie      | Gazprom-RusVelo               | + 40 s          |
| 8e | Hubert Dupont      | France      | AG2R La Mondiale              | + 40 s          |
| 9e | Mikel Bizkarra     | Espagne     | Euskadi Basque Country-Murias | + 40 s          |
| 10e | Jan Hirt           | Tchéquie    | Astana                        | + 40 s          |

| \| Classement général \| Classement général \| Classement général \| Classement général \| Classement général \| \| Coureur \| Coureur \| Pays \| Équipe \| Temps \| \| ------------------ \| ------------------ \| ------------------ \| --------------------------- \| ------------------ \| \| 1er \| Pavel Sivakov \| Russie \| Team Sky \| 14 h 53 min 40 s \| \| 2e \| Tao Geoghegan Hart \| Royaume-Uni \| Team Sky \| + 27 s \| \| 3e \| Rafał Majka \| Pologne \| Bora-Hansgrohe \| + 31 s \| \| 4e \| Vincenzo Nibali \| Italie \| Bahrain-Merida \| + 33 s \| \| 5e \| Jan Hirt \| Tchéquie \| Astana \| + 48 s \| \| 6e \| Mattia Cattaneo \| Italie \| Androni Giocattoli-Sidermec \| + 1 min 03 s \| \| 7e \| Aleksandr Vlasov \| Russie \| Gazprom-RusVelo \| + 2 min 04 s \| \| 8e \| Giovanni Carboni \| Italie \| Bardiani CSF \| + 2 min 30 s \| \| 9e \| Christopher Froome \| Royaume-Uni \| Team Sky \| + 2 min 34 s \| \| 10e \| Pello Bilbao \| Espagne \| Astana \| + 2 min 39 s \| |                    |             |                             |                  |
| |                    |             |                             |                  |
| Source : ProCyclingStats |                    |             |                             |                  |
| Classement général |                    |             |                             |                  |
| Coureur | Coureur            | Pays        | Équipe                      | Temps            |
| 1er | Pavel Sivakov      | Russie      | Team Sky                    | 14 h 53 min 40 s |
| 2e | Tao Geoghegan Hart | Royaume-Uni | Team Sky                    | + 27 s           |
| 3e | Rafał Majka        | Pologne     | Bora-Hansgrohe              | + 31 s           |
| 4e | Vincenzo Nibali    | Italie      | Bahrain-Merida              | + 33 s           |
| 5e | Jan Hirt           | Tchéquie    | Astana                      | + 48 s           |
| 6e | Mattia Cattaneo    | Italie      | Androni Giocattoli-Sidermec | + 1 min 03 s     |
| 7e | Aleksandr Vlasov   | Russie      | Gazprom-RusVelo             | + 2 min 04 s     |
| 8e | Giovanni Carboni   | Italie      | Bardiani CSF                | + 2 min 30 s     |
| 9e | Christopher Froome | Royaume-Uni | Team Sky                    | + 2 min 34 s     |
| 10e | Pello Bilbao       | Espagne     | Astana                      | + 2 min 39 s     |

### 5eétape
Un groupe de dix-huit coureurs se divise en deux dans l'ascension de Collalbo. Le groupe de tête arrive dans la vallée avec sept minutes d'avance sur le peloton emmené par l'équipe Sky qui bagarre pour défendre le maillot de leader du général de Sivakov, car dans l'échappée se trouve Masnada avec 3 min 37 de retard au général. Celui-ci attaque dans l'ascension de San Genesio Atesino et emmène Quintero. Ces deux coureurs ont suffisamment d'avance dans la descente pour espérer la victoire de l'étape. Masnada attaque à 1100 mètres de l'arrivée et s'adjuge sa seconde victoire dans ce Tour des Alpes.
| \| Classement de l'étape \| Classement de l'étape \| Classement de l'étape \| Classement de l'étape \| Classement de l'étape \| \| Coureur \| Coureur \| Pays \| Équipe \| Temps \| \| --------------------- \| ---------------------- \| --------------------- \| ----------------------------- \| --------------------- \| \| 1er \| Fausto Masnada \| Italie \| Androni Giocattoli-Sidermec \| 4 h 02 min 06 s \| \| 2e \| Carlos Julián Quintero \| Colombie \| Manzana Postobón \| + 7 s \| \| 3e \| Simone Velasco \| Italie \| Neri Sottoli-Selle Italia-KTM \| + 1 min 31 s \| \| 4e \| Dario Cataldo \| Italie \| Astana \| + 1 min 31 s \| \| 5e \| Roland Thalmann \| Suisse \| Team Vorarlberg-Santic \| + 1 min 33 s \| \| 6e \| Alexis Vuillermoz \| France \| AG2R La Mondiale \| + 2 min 14 s \| \| 7e \| Vincenzo Nibali \| Italie \| Bahrain-Merida \| + 2 min 14 s \| \| 8e \| Mattia Cattaneo \| Italie \| Androni Giocattoli-Sidermec \| + 2 min 14 s \| \| 9e \| Tao Geoghegan Hart \| Royaume-Uni \| Team Sky \| + 2 min 14 s \| \| 10e \| Pavel Sivakov \| Russie \| Team Sky \| + 2 min 14 s \| |                        |             |                               |                 |
| |                        |             |                               |                 |
| Source : ProCyclingStats |                        |             |                               |                 |
| Classement de l'étape |                        |             |                               |                 |
| Coureur | Coureur                | Pays        | Équipe                        | Temps           |
| 1er | Fausto Masnada         | Italie      | Androni Giocattoli-Sidermec   | 4 h 02 min 06 s |
| 2e | Carlos Julián Quintero | Colombie    | Manzana Postobón              | + 7 s           |
| 3e | Simone Velasco         | Italie      | Neri Sottoli-Selle Italia-KTM | + 1 min 31 s    |
| 4e | Dario Cataldo          | Italie      | Astana                        | + 1 min 31 s    |
| 5e | Roland Thalmann        | Suisse      | Team Vorarlberg-Santic        | + 1 min 33 s    |
| 6e | Alexis Vuillermoz      | France      | AG2R La Mondiale              | + 2 min 14 s    |
| 7e | Vincenzo Nibali        | Italie      | Bahrain-Merida                | + 2 min 14 s    |
| 8e | Mattia Cattaneo        | Italie      | Androni Giocattoli-Sidermec   | + 2 min 14 s    |
| 9e | Tao Geoghegan Hart     | Royaume-Uni | Team Sky                      | + 2 min 14 s    |
| 10e | Pavel Sivakov          | Russie      | Team Sky                      | + 2 min 14 s    |

## Classements finals

### Classement général final
| \| Classement général \| Classement général \| Classement général \| Classement général \| Classement général \| \| Coureur \| Coureur \| Pays \| Équipe \| Temps \| \| ------------------ \| ------------------ \| ------------------ \| --------------------------- \| ------------------ \| \| 1er \| Pavel Sivakov \| Russie \| Team Sky \| 18 h 58 min 00 s \| \| 2e \| Tao Geoghegan Hart \| Royaume-Uni \| Team Sky \| + 27 s \| \| 3e \| Vincenzo Nibali \| Italie \| Bahrain-Merida \| + 33 s \| \| 4e \| Mattia Cattaneo \| Italie \| Androni Giocattoli-Sidermec \| + 1 min 03 s \| \| 5e \| Fausto Masnada \| Italie \| Androni Giocattoli-Sidermec \| + 1 min 13 s \| \| 6e \| Rafał Majka \| Pologne \| Bora-Hansgrohe \| + 1 min 46 s \| \| 7e \| Jan Hirt \| Tchéquie \| Astana \| + 2 min 03 s \| \| 8e \| Dario Cataldo \| Italie \| Astana \| + 2 min 58 s \| \| 9e \| Roland Thalmann \| Suisse \| Team Vorarlberg-Santic \| + 3 min 14 s \| \| 10e \| Aleksandr Vlasov \| Russie \| Gazprom-RusVelo \| + 4 min 27 s \| |                    |             |                             |                  |
| |                    |             |                             |                  |
| Source : ProCyclingStats |                    |             |                             |                  |
| Classement général |                    |             |                             |                  |
| Coureur | Coureur            | Pays        | Équipe                      | Temps            |
| 1er | Pavel Sivakov      | Russie      | Team Sky                    | 18 h 58 min 00 s |
| 2e | Tao Geoghegan Hart | Royaume-Uni | Team Sky                    | + 27 s           |
| 3e | Vincenzo Nibali    | Italie      | Bahrain-Merida              | + 33 s           |
| 4e | Mattia Cattaneo    | Italie      | Androni Giocattoli-Sidermec | + 1 min 03 s     |
| 5e | Fausto Masnada     | Italie      | Androni Giocattoli-Sidermec | + 1 min 13 s     |
| 6e | Rafał Majka        | Pologne     | Bora-Hansgrohe              | + 1 min 46 s     |
| 7e | Jan Hirt           | Tchéquie    | Astana                      | + 2 min 03 s     |
| 8e | Dario Cataldo      | Italie      | Astana                      | + 2 min 58 s     |
| 9e | Roland Thalmann    | Suisse      | Team Vorarlberg-Santic      | + 3 min 14 s     |
| 10e | Aleksandr Vlasov   | Russie      | Gazprom-RusVelo             | + 4 min 27 s     |

### Classements annexes

#### Classement de la montagne
| Classement de la montagne | Classement de la montagne | Classement de la montagne | Classement de la montagne     | Classement de la montagne |
| Coureur                   | Coureur                   | Pays                      | Équipe                        | Points                    |
| ------------------------- | ------------------------- | ------------------------- | ----------------------------- | ------------------------- |
| 1er                       | Sergio Samitier           | Espagne                   | Euskadi Basque Country-Murias | 23 pts                    |
| 2e                        | Carlos Julián Quintero    | Colombie                  | Manzana Postobón              | 21 pts                    |
| 3e                        | Emil Dima                 | Roumanie                  | Giotti Victoria-Palomar       | 9 pts                     |
| 4e                        | Simone Velasco            | Italie                    | Neri Sottoli-Selle Italia-KTM | 9 pts                     |
| 5e                        | Rafał Majka               | Pologne                   | Bora-Hansgrohe                | 8 pts                     |
| 6e                        | Fausto Masnada            | Italie                    | Androni Giocattoli-Sidermec   | 8 pts                     |
| 7e                        | Aldemar Reyes             | Colombie                  | Manzana Postobón              | 6 pts                     |
| 8e                        | Matthias Krizek           | Autriche                  | Felbermayr Simplon Wels       | 6 pts                     |
| 9e                        | Pavel Sivakov             | Russie                    | Team Sky                      | 4 pts                     |
| 10e                       | Dario Cataldo             | Italie                    | Astana                        | 4 pts                     |

#### Classement des sprints
| Classement des sprints | Classement des sprints | Classement des sprints | Classement des sprints  | Classement des sprints |
| Coureur                | Coureur                | Pays                   | Équipe                  | Points                 |
| ---------------------- | ---------------------- | ---------------------- | ----------------------- | ---------------------- |
| 1er                    | Matthias Krizek        | Autriche               | Felbermayr Simplon Wels | 12 pts                 |
| 2e                     | Maximilian Kuen        | Autriche               | Team Vorarlberg-Santic  | 12 pts                 |
| 3e                     | Roland Thalmann        | Suisse                 | Team Vorarlberg-Santic  | 6 pts                  |
| 4e                     | Michele Corradini      | Italie                 | Italie                  | 6 pts                  |
| 5e                     | Tobias Bayer           | Autriche               | Tirol KTM Cycling Team  | 6 pts                  |
| 6e                     | François Bidard        | France                 | AG2R La Mondiale        | 2 pts                  |
| 7e                     | Mario Gamper           | Autriche               | Tirol KTM Cycling Team  | 2 pts                  |

#### Classement du meilleur jeune
| Classement du meilleur jeune | Classement du meilleur jeune | Classement du meilleur jeune | Classement du meilleur jeune  | Classement du meilleur jeune |
| Coureur                      | Coureur                      | Pays                         | Équipe                        | Temps                        |
| ---------------------------- | ---------------------------- | ---------------------------- | ----------------------------- | ---------------------------- |
| 1er                          | Pavel Sivakov                | Russie                       | Team Sky                      | 18 h 58 min 00 s             |
| 2e                           | Aleksandr Vlasov             | Russie                       | Gazprom-RusVelo               | + 4 min 27 s                 |
| 3e                           | Miguel Flórez                | Colombie                     | Androni Giocattoli-Sidermec   | + 22 min 47 s                |
| 4e                           | Luca Covili                  | Italie                       | Bardiani CSF                  | + 23 min 15 s                |
| 5e                           | Georg Zimmermann             | Allemagne                    | Tirol KTM Cycling Team        | + 35 min 53 s                |
| 6e                           | Francesco Romano             | Italie                       | Bardiani CSF                  | + 37 min 17 s                |
| 7e                           | Markus Wildauer              | Autriche                     | Tirol KTM Cycling Team        | + 39 min 21 s                |
| 8e                           | Jhojan García                | Colombie                     | Manzana Postobón              | + 40 min 23 s                |
| 9e                           | Benjamin Brkic               | Autriche                     | Felbermayr Simplon Wels       | + 43 min 41 s                |
| 10e                          | Fernando Barceló             | Espagne                      | Euskadi Basque Country-Murias | + 44 min 05 s                |

#### Classement par équipes
| Classement par équipes | Classement par équipes        | Classement par équipes | Classement par équipes |
| Équipe                 | Équipe                        | Pays                   | Temps                  |
| ---------------------- | ----------------------------- | ---------------------- | ---------------------- |
| 1re                    | Sky                           | Royaume-Uni            | 57 h 00 min 00 s       |
| 2e                     | Astana                        | Kazakhstan             | + 3 min 06 s           |
| 3e                     | Androni Giocattoli-Sidermec   | Italie                 | + 19 min 27 s          |
| 4e                     | Bahrain-Merida                | Bahreïn                | + 22 min 01 s          |
| 5e                     | Neri Sottoli-Selle Italia-KTM | Italie                 | + 34 min 05 s          |
| 6e                     | AG2R La Mondiale              | France                 | + 37 min 38 s          |
| 7e                     | Gazprom-RusVelo               | Russie                 | + 40 min 30 s          |
| 8e                     | Euskadi Basque Country-Murias | Espagne                | + 41 min 30 s          |
| 9e                     | Team Vorarlberg-Santic        | Autriche               | + 52 min 06 s          |
| 10e                    | Bardiani CSF                  | Italie                 | + 56 min 26 s          |

## Évolution des classements
| Étape              | Vainqueur          | Classement général | Classement de la montagne | Classement des sprints | Classement du meilleur jeune | Classement par équipes |
| ------------------ | ------------------ | ------------------ | ------------------------- | ---------------------- | ---------------------------- | ---------------------- |
| 1                  | Tao Geoghegan Hart | Tao Geoghegan Hart | Emil Dima                 | Matthias Krizek        | Aleksandr Vlasov             | Astana                 |
| 2                  | Pavel Sivakov      | Pavel Sivakov      | Sergio Samitier           | Maximilian Kuen        | Pavel Sivakov                | Astana                 |
| 3                  | Fausto Masnada     | Pavel Sivakov      | Sergio Samitier           | Maximilian Kuen        | Pavel Sivakov                | Astana                 |
| 4                  | Tao Geoghegan Hart | Pavel Sivakov      | Sergio Samitier           | Matthias Krizek        | Pavel Sivakov                | Sky                    |
| 5                  | Fausto Masnada     | Pavel Sivakov      | Sergio Samitier           | Matthias Krizek        | Pavel Sivakov                | Sky                    |
| Classements finals | Classements finals | Pavel Sivakov      | Sergio Samitier           | Matthias Krizek        | Pavel Sivakov                | Sky                    |